# Lista siturilor arheologice din județul Ilfov - R
Lista siturilor arheologice din județul Ilfov - R conține toate siturile arheologice din județul Ilfov înscrise în Repertoriul Arheologic Național (RAN) și aflate în localități al căror nume începe cu litera R. RAN este administrat de Ministerul Culturii și Patrimoniului Național și cuprinde date științifice, cartografice, topografice, imagini și planuri, precum și orice alte informații privitoare la zonele cu potențial arheologic, studiate sau nu, încă existente sau dispărute.
Puteți căuta un sit din localitățile care încep cu litera R folosind formularul de mai jos sau puteți naviga prin toate siturile din județ la Lista siturilor arheologice din județul Ilfov.
| Cod RAN                                | Denumire                                                                                             | Localitate               | Adresă | Datare | Descoperit | Coordonate | Imagine           | Erori            |
| -------------------------------------- | --- | ------------------------ | ------ | ------ | ---------- | ---------- | ----------------- | ---------------- |
| 179276.01.01 (Cod LMI: IF-I-s-B-15232) | Așezarea din epoca bronzului de la Roșu / ansamblu anonim (Categorie: locuire civilă) (Tip: Așezare) | sat Roșu, comuna Chiajna |        | Glina  |            |            | Încărcați imagine | Raportați eroare |